# Haliplus sharpi
Haliplus sharpi (лат.) — вид жесткокрылых насекомых из семейства плавунчики. Распространён в Японии, Китае, Корее и на Тайване. Длина тела имаго около 4 мм. От близких видов отличается следующими признаками: голова с чёрной отметиной; размер глаза умеренный; чёрная полоса на основании надкрылий чёткая по контуру; центральная поверхность простернального отростка плоская в апикальной половине. Сутуральная чёрная полоса обычно достигает основного 1-го интервала на основании надкрылий. Чёрные отметины на надкрыльях отчётливые. Пенис крупный, вершина округлая. Пронотум без plicae (короткие бороздки на базально-средней части). Этот вид обычно обитает в застойных водных средах, таких как пруды, пади и болота. Личинки питаются харовыми водорослями (Characeae). Окукливание происходит в кукольной камере в лабораторных экспериментах по разведению.